# Липенка (приток Съежи)
Липенка — река на территории России, протекает по Удомельскому району Тверской области.

## География и гидрология
Устье реки находится в 33 км от устья Съежи по правому берегу, у деревни Федорково. Длина реки составляет 15 км.

## Населённые пункты
На реке стоят деревни Новоселье и Федорково Котлованского сельского поселения.

## Данные водного реестра
По данным государственного водного реестра России относится к Балтийскому бассейновому округу, водохозяйственный участок реки — Мсты без реки Шлины от истока до Вышневолоцкого гидрологического поста, речной подбассейн реки — Волхов. Относится к речному бассейну реки Нева (включая бассейны рек Онежского и Ладожского озера).
Код объекта в государственном водном реестре — 01040200212102000020681.